# 回到校园，憨豆先生
《回到校园，憨豆先生》（Back to School Mr. Bean），是《憨豆先生》电视剧中的第十一集，制片公司Tiger Aspect Productions、泰晤士电视（为ITV中部制作）。1994年10月26日首播于ITV，首播收视率达14,450,000。

## 剧情

### 第一部分
憨豆先生参加当地学校的开放日。开着自己的Mini车找停车位，发现一个一模一样的Mini车停在保留车位上，于是换成了自己的Mini车。他随后被一队排练表演的军人震懾，並在指揮官走了之後對那些軍人发号施令，把军人搞糊涂了，作出古怪的姿势；指挥官回来之后训斥下属。在学校的展覽會里，憨豆先生搞亂了郵票收集展、木柴展和書法展，之後摸了一台范德格拉夫起电机，身上充满静电，手上粘住了一本小册子。他把小册子递给一个女人，不料静电掀起女人的裙子，露出内裤，憨豆先生逃离现场。

### 第二部分
化学实验室中，憨豆用许多化学品进行实验，结果发生爆炸。随后憨豆参加美术课，课上一开始在静物描写一碗水果，但后来又开始画裸体模特。憨豆先生急忙反应过来，不想画裸体模特，就转去做陶罐，然后把罐子放到裸体模特的胸部上。
柔道课中，憨豆把教练打倒在地，战胜了他，还把他卷到地垫里面。憨豆换回原来的衣服，结果错穿了别人的裤子，于是开始找自己的裤子，很快就在厕所里面发现了一个男人穿着自己的裤子。憨豆抓起男人的腿，扒下裤子，然后把男人的内裤扔了回去。
憨豆走出学校，在停车场看到自己的Mini车，开车离开，但马上又停下来在蛋糕摊买了个纸杯蛋糕。憨豆正吃着纸杯蛋糕，表演中的酋长坦克压碎了他的迷你车。憨豆伤心地看着一地碎片，发现车的挂锁完好无损。他满意地笑了笑，走开了。

### 后续相关剧情
在《憨豆先生精彩片段》中，憨豆先生在他的阁楼里发现了他被摧毁的Mini车的残骸。
压碎的Mini车在两集后的《晚安，憨豆先生》中再次出现。新出现的Mini车同样也是Austin Citron Green型号，配有哑光黑色发动机盖，车牌号也是SLW 287R。这辆车有可能是本集中另外那辆一模一样的车（原车牌ACW 497V），后来被憨豆占为己有。

## 演员
- 罗温·艾金森饰 憨豆先生
- 苏珊娜·贝尔蒂什饰 艺术老师
- 辛迪·米洛饰 裸体模特
- 山姆·德里斯科尔饰 化学实验室男孩
- 克里斯托弗·瑞安饰 柔道学生
- 露西·弗莱明饰 愤怒的老师
- 大卫·施奈德饰 柔道教练
- 哈丽特·伊斯特斯科特饰 触电的女人
- 克里斯托弗·德里斯科尔饰 学校走廊里的男人
- 约翰·克莱格饰 书法家
- 约翰·巴拉德饰 集邮者
- Al Ashton饰 ACF训练教练
- 罗宾·德里斯科尔饰 学校里的男人（演员表未列出）

## 制片
拍摄期间共压坏三辆车。其中两辆是专门为拍摄本集而造的，与主车配色相同，但拆掉了发动机。憨豆偷换停车位的场景中用的也是这两台Mini车之一（车牌ACW 497V）。被拆掉发动机的三辆主车中的一辆也被坦克压碎了。 

## 註解
1. ↑  獨家播出
2. ↑  獨家播出